# Ipelcé
Pour le département et la commune rurale, voir Ipelcé (département).
Ipelcé est un village et le chef-lieu du département et la commune d'Ipelcé, situé dans la province du Bazèga et la région du Centre-Sud au Burkina Faso.

## Géographie
La commune est traversée par la route nationale 6.

## Santé et éducation
Ipelcé accueille un centre de santé et de promotion sociale (CSPS).